# Robert Richardson
Robert Bridge Richardson (født 27. august 1955) er en amerikansk filmfotograf, kendt for sit arbejde på bl.a. JFK og The Aviator, begge film der indbragte ham en Oscar for bedste fotografering. 
Richardson har arbejdet som filmfotograf på størstedelen af Oliver Stones film, flere af Martin Scorseses og Quentin Tarantinos. Desuden har han arbejdet med instruktører som Rob Reiner, Barry Levinson og Robert Redford.

## Filmografi i udvalg
- Salvador (1986), nomineret til en Independent Spirit Award for bedste fotografering
- Platoon (1986), vandt en Independent Spirit Award for bedste fotografering blev nomineret til en Oscar og en BAFTA Award
- Wall Street (1987)
- Talk Radio (1988), nomineret til en Independent Spirit Award for bedste fotografering
- Født den 4. juli (1990), nomineret til en Oscar og en American Society of Cinematographers Award for bedste filmfotograf
- The Doors (1991)
- JFK (1991), vandt en Oscar og blev nomineret til en American Society of Cinematographers Award for bedste filmfotograf
- A Few Good Men (1992), nomineret til en American Society of Cinematographers Award for bedste filmfotograf
- Himmel og jord (1993), nomineret til en American Society of Cinematographers Award for bedste filmfotograf
- Natural Born Killers (1994)
- Nixon (1995)
- Casino (1995)
- U Turn (1997)
- Wag the Dog (1997)
- Hestehviskeren (1998), nomineret til en American Society of Cinematographers Award for bedste filmfotograf
- Sneen på Cedertræerne (1999), nomineret til en Oscar og en American Society of Cinematographers Award for bedste filmfotograf
- Bringing Out the Dead (1999)
- Kill Bill: Vol. 1 (2003)
- Kill Bill: Vol. 2 (2004)
- The Aviator (2004), vandt en Oscar for bedste fotografering|Oscar og blev nomineret til en BAFTA Award og en American Society of Cinematographers Award for bedste filmfotograf
- The Good Shepherd (2006), nomineret til en American Society of Cinematographers Award for bedste filmfotograf
- Shine a Light (2008)
- Inglorious Bastards (2009)
- Shutter Island (2009)

## Ekstern henvisning
- Robert Richardson på Internet Movie Database (engelsk)
- Robert Richardson på Filmdatabasen
- Robert Richardson på Scope
- Robert Richardson på Svensk Filmdatabas (svensk)
- Robert Richardson på AlloCiné (fransk)
- Robert Richardson på AllMovie (engelsk)
- Robert Richardson på Turner Classic Movies (engelsk)
- Robert Richardson på The Movie Database (engelsk)